# Tytthoscincus atrigularis
Tytthoscincus atrigularis — вид сцинкоподібних ящірок родини сцинкових (Scincidae). Ендемік Філіппін.

## Поширення і екологія
Tytthoscincus atrigularis мешкають на островах Мінданао та Басілан на півдні Філіппінського архіпелагу. Вони живуть у первинних і вторинних вологих тропічних лісах, на висоті від 300 до 900 м над рівнем моря.